# Paraninfo (film)
Paraninfo è un film del 1934 diretto da Amleto Palermi, ispirato alla commedia teatrale "Lu Paraninfu" di Luigi Capuana.

## Trama
Don Pasquale Minnedda, brigadiere della Guardia di Finanza in congedo, non potendo avere più soddisfazioni dal lavoro e non riuscendo ad avere figli dalla propria moglie, occupa il suo tempo libero cercando di fare incontrare coppie di futuri sposi, che secondo lui sono anime gemelle, per farli convolare a nozze. Nonostante il suo sincero e onesto interesse filantropico a volte non tutto va per il verso giusto, tanto che qualcuno arriva persino ad accusare il "paraninfo" per il non buon andamento del proprio matrimonio da lui combinato, anche per cause sopravvenute, come ritrovarsi la suocera in casa.
L'occasione di vendicarsi, per gli "scontenti" arriva fortuitamente, quando in paese giungono un aitante direttore di banda musicale ed un suo amico, un dottore intellettuale, i quali sono entrambi single; Don Pasquale coglie al volo la nuova occasione di ammogliare due uomini e pensa subito a due donne che facciano al caso loro: le sorelle Macamé, nelle quali, pur se listate sempre a lutto per motivi familiari, l'ex brigadiere vede ancora due potenziali mogli, e provvede a convincerle di ciò grazie alla sua instancabile arte persuasiva.
Fatto ciò, don Pasquale parla altrettanto bene delle due donne ai due "pretendenti", dicendo loro che si tratta di donne che hanno, oltretutto, grandi ricchezze e ottime doti, e infine li conduce alla loro casa, spacciandoli per ispettori statali che devono controllare i danni di un recente terremoto per quantificare il risarcimento spettante. Le sorelle Macamé, ignare che gli uomini in arrivo siano i loro potenziali mariti e credendo si tratti davvero di ispettori statali, al fine di ottenere quanto più danaro possibile, si vestono di stracci e predispongono la casa in modo che sembri pericolante e inaffidabile, con l'aiuto di un fattore di loro conoscenza. Quando don Pasquale, il direttore di banda e il dottore arrivano, quindi, la situazione non è certo quella che il primo si aspettava, e gli altri due, pensando di essere stati turlupinati per andare a conoscere due straccione, se ne vanno dando dell'imbecille al paraninfo e lasciandolo appiedato.
Don Pasquale, avvilito per l'accaduto, prima se la prende con le sorelle Macamé, senza successo, e poi si rimette in cammino verso il paese, dove intanto è giunta già la notizia del suo fallimento e i suoi detrattori hanno preparato la vendetta: quando don Pasquale sarà giunto, gli faranno sapere che si è sparsa voce che è stato insultato da due forestieri e che quindi sarà necessario un duello di spada per ripristinare l'onore compromesso. Il buon don Pasquale prova in ogni modo ad evitare questo confronto in cui prevede la propria morte sicura, pensando addirittura di avvisare il locale maresciallo dei Carabinieri (essendo il duello vietato dal codice penale), ma non c'è verso: lo convincono che il duello è ineluttabile e addirittura gli preparano già una barella per quando dovrà essere portato via ferito, o morente.
La moglie di don Pasquale si allarma per tutto ciò, e alla fine riesce a sapere che il duello è tutta una burla dei mariti scontenti dell'operato di don Pasquale, mentre intanto a casa di questo giungono le sorelle Macamé, ben vestite e pentite di avergli fatto fare quella magra figura. A questo punto, nonostante don Pasquale sarà l'ultimo a scoprire di essere stato beffato, tutto andrà verso l'ovvio finale lieto: il matrimonio delle sorelle Macamé si farà, e lui stesso scoprirà che la propria moglie è incinta del tanto desiderato figlio maschio.

## La critica
"È un peccato veder sprecato un attore dalla sorprendente forza comica di Musco in un film buttato giù alla meno peggio. È un peccato e un errore, perché così facendo si scredita la produzione italiana. Non intendo dire con ciò che ridurre un film Il paraninfo di Capuana ed eleggere a interprete Angelo Musco sia una brutta partenza..." (Dino Falconi, Il Popolo d'Italia, 25 ottobre 1934)